# 이목중학교
이목중학교(梨木中學校)는 대한민국 경기도 수원시 장안구 이목동에 있는 공립 중학교이다.

## 학교 연혁
- 1985년 12월 27일 : 교사(본관) 신축
- 1985년 12월 28일 : 21학급 설립 인가
- 1986년 3월 1일 : 초대 김주현 교장 취임
- 1989년 2월 14일 : 제1회 남학생 7학급 462명 졸업
- 2004년 2월 29일 : 제16회 남학생 5학급 230명 졸업(누계 7,133명)
- 2005년 2월 28일 : 제17회 남녀공학 5학급 218명 졸업(누계 7,351명)
- 2014년 10월 21일 : 다목적강당 어울림관 개관
- 2022년 9월 1일 : 제15대 교장 김소형 취임
- 2024년 1월 5일 : 제36회 남녀공학 10학급 297명 졸업(누계 11,334명)
- 2024년 3월 4일 : 제39회 입학식(9학급 268명)

## 참고 자료
- 이목중학교 - 한국교육학술정보원 학교알리미